# 淺盤經濟
淺碟子經濟，為經濟學上的名詞，用來指幅員有限且相對缺乏自然資源的經濟體系，由於經濟基礎不夠渾厚，因此缺乏吸收震盪的能力，如同一個淺碟子，稍有震盪即產生經濟波動。

## 經濟體系特色
淺盤經濟的經濟體系，一般有下列特色：
1. 經濟體系內的可用資源有限
2. 對海外市場和技術的依賴程度較高。
3. 就供給面而言，淺盤經濟由於缺乏調整力，故供給線相對缺乏彈性，導致需求稍有變化，即易引起價格的暴跌暴漲。

海島型國家，一般均屬此種經濟體系

## 經濟實例
- 以台灣為例：臺灣雖然人均國民生產毛額較高，但內需市場小，自然資源較少，科技基礎薄弱，井因此形成了淺盤經濟。

## 另見
- 經濟學